# Kościół Matki Bożej Częstochowskiej w Nurcu-Stacji
Kościół Matki Bożej Częstochowskiej – rzymskokatolicki kościół parafialny należący do dekanatu Siemiatycze diecezji drohiczyńskiej.
Obecna murowana świątynia została wzniesiona w latach 1982-1986, dzięki staraniom księdza Zenona Pietrzuczaka, proboszcza parafii w latach 1979-1986. W dniu 15 maja 1983 roku został poświęcony i wmurowany kamień węgielny przez księdza biskupa Władysława Jędruszuka, administratora apostolskiego diecezji pińskiej. Kościół zaprojektował białostocki architekt inżynier Jerzy Zgliczyński. Kolejni proboszczowie parafii – ksiądz Stanisław Kozłowski, ksiądz Roman Trusiak i ksiądz Jerzy Olszewski prowadzili prace wykańczające świątynię. W latach 1997–2001 ksiądz Jerzy Olszewski ukończył budowę wieży – dzwonnicy, zaprojektowanej przez inżyniera Michała Popławskiego z Płonowa. Projekt wnętrza świątyni został wykonany przez Grzegorza Łosia z Supraśla. Kościół został konsekrowany w dniu 11 listopada 2001 roku przez księdza Antoniego Dydycza, biskupa drohiczyńskiego.